# Karl Bühler
Karl Bühler (27. května 1879 Meckesheim – 24. října 1963 Los Angeles, USA) byl německý psycholog zabývající se myšlením a jazykem. Bývá považován za zakladatele tzv. würzburské školy psychologie. Je autorem tzv. organon modelu přirozeného jazyka.
- Seznam děl v Souborném katalogu ČR, jejichž autorem nebo tématem je Karl Bühler